# John Dashiell Stoops
John Dashiell Stoops (* 26. Januar 1873 in New Castle, New Castle County, Delaware, USA; † 18. November 1973 in Grinnell, Poweshiek County, Iowa, USA) war ein US-amerikanischer Philosoph.

## Leben

### Familie und Ausbildung
Der aus der im US-Bundesstaat gelegenen Stadt New Castle gebürtige John Dashiell Stoops, Sohn des William Thompson Stoops (1812–1892) und der Mary A. Dashiell Stoops (1837–1873), widmete sich nach dem Pflichtschulabschluss dem Studium der Philosophie am Dickinson College in Carlisle im US-Bundesstaat Pennsylvania, 1894 erhielt er den Grad eines Bachelor of Arts. Er setzte sein Studium an der Harvard University in Cambridge fort, 1897 erwarb er den akademischen Grad eines Master of Arts.  Danach wechselte John Dashiell Stoops an die Boston University, dort wurde er 1899 zum Doctor of Philosophy promoviert. Postgraduale Studien führten ihn im Jahre 1901 an die Columbia University und die Clark University.
John Dashiell Stoops vermählte sich am 25. Dezember 1901 mit Mary E. Milner. Nach deren Tod heiratete er am 13. Juni 1951 in zweiter Ehe Rose Edie Stoops. Er starb im November 1973 im hohen Alter von 100 Jahren.

### Beruflicher Werdegang
John Dashiell Stoops war zunächst in den Jahren 1899 bis 1900 als Professor of Philosophy am Mount Union College in Alliance im US-Bundesstaat Ohio angestellt. Seit dem Jahre 1901 diente Stoops als Minister der First Congregational Church in Easthampton im US-Bundesstaat Massachusetts. Im Jahre 1904 folgte John Dashiell Stoops einem Ruf als Professor of Philosophy an das Grinnell College nach Grinnell im US-Bundesstaat Iowa, 1943 wurde er emeritiert.
Der von Generationen von Studenten als hervorragender Lehrer geschätzte Stoops veröffentlichte drei Bücher sowie zahlreiche Artikel in philosophischen Zeitschriften. Das Grinnell College ehrte ihn 1945 durch die Verleihung der rechtswissenschaftlichen Ehrendoktorwürde. John Dashiell Stoops, einer der letzten überlebenden Studenten des Philosophen William James (1842–1910) hatte Mitgliedschaften in der American Philosophical Association, dort präsidierte er in den Jahren 1933 bis 1934 die Western Division, der American Association of University Professors, der akademischen Ehrengesellschaft Phi Beta Kappa und im Poweshiek Club inne. John Dashiell Stoops war ein Freimaurer des 32. Grades.

## Publikationen
- The Psychological Basis of Religious Nurture. in: Religious Education Association, Association of Professors and Researchers in Religious Education: Religious education. Volume 1, Issue 4. Religious Education Association, Chicago, Ill., 1906, S. 123–128.
- The Will and the Instinct of Sex. in: The International Journal of Ethics. Volume 32, Issue 1. International Journal of Ethics, Philadelphia, 1921, S. 40–51.
- Ideals of Conduct: An Exposition of Moral Attitudes. Macmillan, New York, 1926
- The Integrated Life. R.R. Smith, New York, 1951
- The Kingdom of Jesus. Philosophical Library, New York, 1951